# Савойські Передальпи
46°09′39″ пн. ш. 6°55′23″ сх. д. / 46.16083333° пн. ш. 6.92305556° сх. д.
Савойські Передальпи (фр. Préalpes de Savoie) — гірський масив у північно-західній частині Альп. Гори розташовані в регіоні Рона-Альпах (південно-східна Франція) і, почасти, у Вале (західна Швейцарія). Савойські Передальпи охоплюють найпівнічнішу частину французьких Передальп.

## Географія
Адміністративно французька частина ареалу належить до французьких департаментів Савоя, Верхня Савоя та Ізер, тоді як швейцарська частина поділена між округами Сен-Моріс і Монте. Весь хребет зрошується річкою Рона.

## Вершини

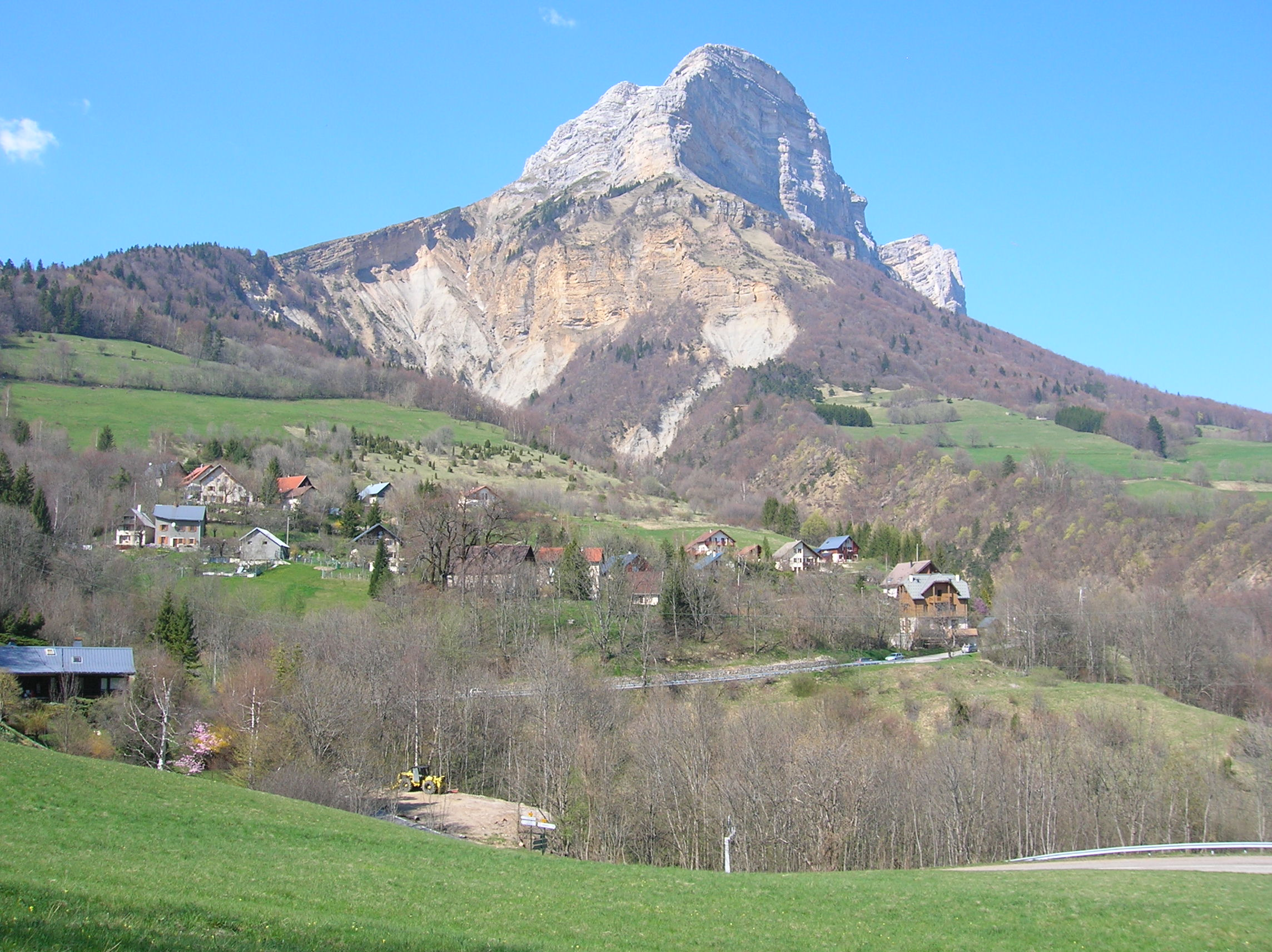
Дан-де-Кролль, у південно-західній частині ареалу

Основними вершинами хребта є такі:
| Назва                 | метрів | футів  |
| --------------------- | ------ | ------ |
| От-Сім-де-Дан-дю-Міді | 3257   | 10 682 |
| Тур-Сальєр            | 3220   | 10 561 |
| Мон-Руан              | 3057   | 10 026 |
| Егій-дю-Бельведер     | 2965   | 9725   |
| Пуант-Персе           | 2750   | 9 020  |
| Ле-Бреван             | 2,525  | 8,282  |
| О-Фор                 | 2466   | 8088   |
| Мон-де-Гранж          | 2432   | 7976   |
| Ла-Турнет             | 2,351  | 7,711  |
| Аркало                | 2217   | 7271   |
| Трело                 | 2181   | 7153   |
| Шамшод                | 2082   | 6828   |
| Дан-де-Кролль         | 2062   | 7763   |

## Мапи
- Французька офіційна картографія (Institut Géographique National — IGN); он-лайн версія: www.geoportail.fr
- Швейцарська офіційна картографія (Swiss Federal Office of Topography — Swisstopo); он-лайн версія: map.geo.admin.ch